# Tretåig jakamar
Tretåig jakamar (Jacamaralcyon tridactyla) är en fågel i familjen jakamarer inom ordningen jakamar- och trögfåglar, endemisk för Brasilien.

## Kännetecken

### Utseende
Tretåig jakamar är en dovt olivfärgad och långnäbbad fågel med en kroppsläng på 18 centimeter. Ovansidan är mörkgrå med en grön glans, medan bröstet och nedre delen av buken vit och olivgrå flanker och undergump. Den är vidare svartaktig på strupen och varmt brun i ansiktet samt har vita mustaschstrimmor och tydliga gulbruna strimmor på hättan. Näbben är svartaktig och lång, stjärten likaså lång och vingarna sotfärgade.

### Läte
Lätet är en komplex serie av stigande visslingar blandade med raspiga toner, ofta yttrade i grupp.

## Utbredning och systematik
Arten placeras som enda art i släktet Jacamaralcyon och behandlas som monotypisk, det vill säga att den inte delas in i några underarter. Fågeln förekommer i låglandet i sydöstra Brasilien, numera vid några få lokaler i Rio Paraíba-dalen i delstaten Rio de Janeiro samt i torra områden i östra Minas Gerais. Sentida fynd från Minas Gerais har dock vidgat artens kända utbredningsområde. Tidigare förekom den även i Espírito Santo (inte säkert sedd sedan 1940), São Paulo (1975) och Paraná (1961).

## Levnadssätt
Tretåig jakamar är numera begränsad i små fläckar av torrskog, möjligen i anslutning till vattendrag, men kan överleva i områden påverkade av skogsbruk bara om det finns ursprunglig undervegetation, till exempel i eukalyptusplantage. Den är beroende av sandbankar för att bugga sina bon. Fågeln är lätt att få syn på där den sitter på en exponerad utkiksplats på åtta till 15 meters höjd, ibland dock lägre, varifrån den gör utfall för att fånga flygande insekter.

## Status
Arten ansågs mycket vanlig i början och mitten av 1800-talet men har idag en mycket liten population på endast 1300–4500 vuxna individer som dessutom är mycket fragmenterad. Den har minskat kraftigt till följd av habitatförstörelse. Även om den verkar tolerera påverkad skog antas den minska i antal även i framtiden. Internationella naturvårdsunionen IUCN kategoriserar därför arten som nära hotad.